# Haij
Haij är en svensk adlig och friherrlig  ätt, som stammar från Skottland. Den framträdde 1630 i Stockholm, adlades 1689, introducerades 1693 med nummer 1 187.
Översten, senare generalmajoren Erik Henrik Vilhelm Haij, som tillhörde den adliga ätten, upphöjdes 1815 till friherre enligt  § 37 av Regeringsformen 1809, varvid endast huvudmannen innehar värdigheten. Han introducerades 1817 på Riddarhuset med nummer 362.
Den 31 december 2022 var 41 personer med efternamnet Haij folkbokförda i sverige.

## Personer med efternamnet Haij
- Bernhard Haij (1859–1920), zoolog
- Erik Henrik Vilhelm Haij (1773–1821), friherre, generalmajor och fideikommissarie
- Vera Haij, pseudonym använd 1933 av finländska författaren Tove Jansson (1914–2001)